# ヴァージニア・クレム

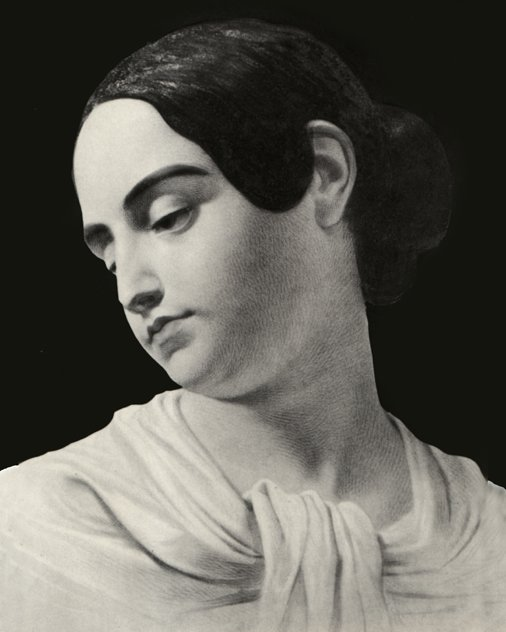
ヴァージニア・クレム。死後に描かれた肖像

ヴァージニア・エリザ（イライザ）・クレム・ポー（Virginia Eliza Clemm Poe、1822年8月15日 - 1847年1月30日）は、アメリカ合衆国の作家エドガー・アラン・ポーの妻。ポーの父方の叔母マライア・クレムの娘で、2人は従兄妹同士であり、結婚当時ポーは27歳、ヴァージニアは13歳だった。幾人かの伝記作者は、2人の関係は夫と妻というよりも兄と妹に近いものであり、正式に結婚してからも決して肉体関係を持たなかったことを示唆している。ヴァージニアは1842年1月に結核にかかり、この病によって1847年、ニューヨーク郊外の木造家屋の中で24歳の生涯を閉じた。
結婚より数年前からポーは、しばしばヴァージニアの家族のもとで起居しており、結婚後2人はポーの勤めの便宜に従ってボルティモア、フィラデルフィア、ニューヨークと断続的に移り住んだ。結婚から数年後、ポーはフランシス・サージェント・オズグッドとエリザベス・F・エレットとの間のスキャンダルに巻き込まれた。このスキャンダルがポーの恋情によって起こされたものだという噂はヴァージニアに大きなショックを与え、彼女はその死の床でエレットが自分を殺したのだと訴えていた。ヴァージニアの亡骸は現在、ポーとともにボルティモアのウェストミンスター・ホールの墓地にあるポーの墓碑のもとに収められている。ヴァージニアの肖像画として信頼するに足るものは1枚しか現存しておらず、これは彼女の死の数時間後に描かれた水彩画である（右図参照）。
ヴァージニアの病とその死はポーに大きな衝撃を与え、ポーはこの時期から自暴自棄になり、酒に溺れるようになった。またヴァージニアの死は、「アナベル・リー」「大鴉」「ライジーア」など、若い女性の死を繰り返し描いたポーの作品に影響を及ぼしていると考えられている。